# Willy Bein
Willy A. Bein, auch Willi Bein, (* 2. April 1869 in Berlin; † 17. November 1943 ebenda) war ein deutscher Chemiker. Er war Oberregierungsrat und Mitglied der Reichsanstalt, Abteilung für Maße und Gewichte.

## Leben
Er war der Sohn des Berliner Kaufmanns Emil Bein und dessen Ehefrau Johanna geborene Hansen. Nach dem Besuch des Friedrichsgymnasium, wo er 1886 das Abitur ablegte, studierte er Mathematik und Physik sowie Chemie an der Berliner Universität und in Charlottenburg an der Technischen Hochschule. Er promovierte zum Dr. phil. im Jahre 1892 und wurde zwei Jahre später Mitarbeiter und 1910 Mitglied bei der Reichsanstalt und Maße und Gewichte, wo er sich auf Elektrochemie sowie technische Arbeiten und Verfahren der Elektrolyse spezialisierte. 1934 trat er als Oberregierungsrat in den Ruhestand.
Willy Bein war seit 1892 Mitglied der Deutschen Physikalischen Gesellschaft und war auch Mitglied der Berliner Gesellschaft für Anthropologie.

## Schriften (Auswahl)
- (mit Leo Grunmach): Bestimmung der Oberflächenspannung von Ölen mit dem Kapillar-Plattenapparat (= Wissenschaftliche Abhandlungen der Kaiserlichen Normal-Eichungs-Kommission, H. 9). Springer, Berlin, Heidelberg 1917.
- (Hrsg.): Ein deutscher Erfinder Otto von Guericke über Luftpumpe und Luftdruck (= Voigtländers Quellenbücher, Bd. 20), Voigtländer, Leipzig o. J. [1918].
- Das chemische Element, seine Wandlung und sein Bau als Ergebnis der wissenschaftlichen Forschung. Leipzig 1920.
- (mit anderen Autoren): Konstantenbestimmungen des Meerwassers und Ergebnisse über Wasserkörper, Berlin o. J. [1936].

## Familie
Willy Bein war verheiratet seit August 1910 mit Friedegunde, Tochter des Hauptmanns Lutter aus Lichterfeld. Aus der Ehe ging der Sohn Fritz (* 1912) hervor. Sie lebten in Berlin-Wilmersdorf, Koblenzer Straße 27.